# Mercedes Ron
Mercedes Ron López (née le 3 juin 1993) est une autrice espagnole d'origine argentine. Elle est connue pour la saga À contre-sens (en espagnol : Culpables), une trilogie devenue célèbre grâce à Wattpad. Le premier livre de la trilogie a été adapté au cinéma en 2023.
Elle réside actuellement à Séville, en Espagne, où elle a épousé un architecte en 2024.

## Début
Ron est née à Buenos Aires, en Argentine. Elle a obtenu une licence en communication audiovisuelle à l'université de Séville.

## Carrière d'écrivaine
Elle a commencé à écrire principalement sur la plateforme Wattpad, mi-2015, où elle commence avec À contre-sens (en espagnol : Culpa Mía). En 2016, elle a remporté un badge Wattys Awards. En mars 2017, son roman À contre-sens est publié par le label Montena de Penguin Random House à Barcelone. Quelques mois plus tard, son deuxième livre Culpa Tuya est en librairie. En juillet de l'année suivante, c'est au tour du troisième et dernier livre de la trilogie, Culpa Nuestra, de paraître. Elle est présente à la Foire internationale du livre, à Lima, au Pérou. En mai 2019, elle publie Marfíl et en octobre Ébano.

### Romans
Tous les romans sont basés sur une relation toxique.
- Trilogie À Contre-sens : Trois tomes en espagnol redécoupés en 6 tomes en français (2017 à 2018)
  - Noah
  - Nick
  - Jalousie
  - Confiance
  - Promesse
  - Final
- Duologie Face à face
  - Marfil (2019)
  - Ébène (2019)
- Trilogie Dis-le-moi
  - Dis-le-moi tout bas (avril 2025)
  - Dis-le-moi en secret (septembre 2025)
  - Dímelo Con Besos (2021)